# Дебелорог овен
Дебелорог овен (Ovis canadensis), наричан също големорога овца, е вид бозайник от семейство Кухороги (Bovidae).

## Разпространение и местообитание
Разпространен е в Канада, Мексико и САЩ.